# Martin Murray
Martin Murray (ur. 27 września 1982 w St Helens) – brytyjski bokser kategorii średniej.

## Kariera amatorska
W 2004 roku został mistrzem Wielkiej Brytanii (ABA) w wadze półśredniej. Nie startował na większych turniejach.

## Kariera zawodowa
Jako zawodowiec zadebiutował 22 września 2007, pokonując jednogłośnie na punkty Jamiego Amblera. Do końca października 2008 roku stoczył jeszcze 8 pojedynków, wszystkie wygrał.
22 listopada 2011 walczył w popularnym na wyspach turnieju – ”Prizefighter”, który odbywał się w wadze średniej. Wszystkie walki odbywają się jednego dnia, zwycięzca przechodzi dalej, przegrany odpada. Murray zwyciężył w trzech pojedynkach, zdobywając główną nagrodę w turnieju – 25 tysięcy funtów.
Do końca 2010 roku zwyciężył w kolejnych dziewięciu pojedynkach, zdobywając mistrzostwo Wspólnoty Brytyjskiej oraz pas WBA Inter-Continental w wadze średniej, który zdobył pokonując Carlosa Nascimento.
16 kwietnia 2011 obronił pas WBA Inter-Continental, pokonując przez techniczny nokaut  w czwartej rundzie Johna Carvalho. 18 czerwca zmierzył się z Nickiem Blackwellem, a stawką walki było mistrzostwo Wspólnoty Brytyjskiej, Wielkiej Brytanii oraz pas WBA Inter-Continental. Murray zwyciężył niepokonanego rodaka w piątej rundzie przez poddanie.
2 grudnia 2011 dostał szansę walki o pas WBA Super w wadze średniej, z Felixem Sturmem. Po bardzo wyrównanym pojedynku, sędziowie ogłosili remis (112-116 (Sturm), 114-114, 115-113 (Murray)) i Sturm obronił tytuł.
16 czerwca 2012 powrócił na ring, pokonując na punkty Francuza Karima Achoura. 24 listopada zmierzył się z Wenezuelczykiem Jorge Navarro, a stawką walki było tymczasowe mistrzostwo WBA w wadze średniej. Murray zwyciężył przez techniczny nokaut w 6 starciu, posyłając rywala na deski w rundzie pierwszej i szóstej.
27 kwietnia 2013 otrzymał szansę walki o mistrzostwo świata WBC w kategorii średniej. W walce o tytuł zmierzył się z najlepszym zawodnikiem wagi średniej, Sergio Martinezem, mistrzem tej federacji. Anglik na początku walki przyjął defensywną taktykę, skupiając się głównie na obronie. W  ósmej rundzie Martinez znalazł się na deskach i to Murray zaczął dominować w pojedynku. W dziesiątej rundzie Martinez po raz kolejny znalazł się na deskach, ale sędzia postanowił nie liczyć, twierdząc, że to nie było po ciosie. Po dwunastej rundach, sędziowie orzekli, że jednogłośnie na punkty (115-112, 115-112, 115-112) zwyciężył Martinez, udanie broniąc pasa.
23 kwietnia 2014 w Gauteng w Południowej Afryce Murray wygrywa przez poddanie w szóstej w dziesięciorundowym pojedynku z Ishmaelem Tettehem (29-10-2, 16 KO) z Ghany.
21 czerwca 2014 pewnie zwycięża jednogłośnie na punkty w walce wieczoru gali w Monte Carlo  z  Uraincem  Maxem Bursakem (29-2-1, 12 KO). Zdobył wakujący pas WBC Silver wagi średniej. Po dwunastu rundach sędziowie punktowali 119:109, 117:112 i 119:109.
25 października 2014 w Monte Carlo Brytyjczyk w obronie pasa WBC Silver, pokonał przed czasem Włocha Domenico Spadę (39-5, 19 KO). 
21 lutego 2015 w Monte Carlo przegrał przez techniczny nokaut z broniącym tytułu mistrza świata federacji WBA i WBC w wersji tymczasowej, Giennadijem Gołowkinem (32-0, 29 KO). Brytyjczyk długo się bronił, dotrwał do jedenastej rundy, mimo że wcześniej trzykrotnie był liczony - dwukrotnie w rundzie czwartej i raz w dziesiątej. W jedenastej rundzie, po kolejnym ciosie Gołowkina, sędzia Luis Pabon przerwał jednostronny pojedynek. Murray został w ten sposób zawodnikiem, który wytrzymał z mistrzem z  Kazachstanu najdłuższy czas w ringu.
18 lipca 2015 w Manchesterze, po  przeniesieniu do kategorii super średniej wygrał przez techniczny nokaut w piątej rundzie z Horwatem Mirzetem Bajrektarevicem (14-4, 8 KO).
5 września 2015 w Leeds, wygrał przez techniczny nokaut w piątej rundzie z Kolumbijczykiem Josem Miguelem Torresem (31-7, 27 KO).